# Аблакетський сільський округ
Аблаке́тський сільський округ (каз. Абылайкит ауылдық округі, рос. Аблакетский сельский округ) — адміністративна одиниця у складі Уланського району Східноказахстанської області Казахстану. Адміністративний центр — село Сагир.
Населення — 3474 особи (2021; 3999 у 2009, 3466 у 1999, 3039 у 1989).
Станом на 1989 рік існувала Аблакетська сільська рада (села Бестерек, Васильєвка, Горняк, Ленінка, Точка) з центром у селі Ленінка. Пізніше аул Баяш Утепов (колишнє село Точка) був переданий до складу Алмасайського сільського округу.

## Склад
До складу округу входять такі населені пункти:
| Населений пункт    | Старі назви | Населення, осіб (1989) | Населення, осіб (1999) | Населення, осіб (2009) | Населення, осіб (2021) |
| ------------------ | ----------- | ---------------------- | ---------------------- | ---------------------- | ---------------------- |
| Бестерек, село     | -           | 469                    | 512                    | 475                    | 270                    |
| Желдіозек, село    | Горняк      | 190                    | 191                    | 225                    | 340                    |
| Мамай-батира, село | Васильєвка  | 797                    | 1087                   | 1447                   | 1264                   |
| Сагир, село        | Ленінка     | 1583                   | 1676                   | 1850                   | 1599                   |
| --Заїмка           | -           | -                      | -                      | 2                      | 1                      |